# Rio Iratim
Der Rio Iratim ist ein etwa 173 km langer Nebenfluss des Rio Iguaçu im Süden des brasilianischen Bundesstaats Paraná.

## Etymologie und Geschichte
Der Name kommt aus dem Tupi. Iratim bzw. Irati bedeutet Honigfluss (ira = Honig und ty = Fluss).
Seit 2011 werden im Zuge der Vorbereitungen für den Bau von Talsperren archäologische Grabungen vorgenommen. Sie zeigen, dass das Tal schon vor 2.000 Jahren von steinzeitlichen und keramischen Kulturen besiedelt war. 2019 wurde bei Begehungen und Testgrabungen auf dem Gelände des geplanten Stausees für das Kraftwerk Catanduva eine neue Grabungsstelle mit steinzeitlichen Funden identifiziert, eine weitere mit unterirdischen Häusern.
Die europäische Besiedlung begann im 19. Jahrhundert. Es kamen vorwiegend Einwanderer aus Italien und aus Osteuropa. Die Bevölkerung wuchs jedoch nur zögerlich, so dass erst in der zweiten Hälfte des 20. Jahrhunderts die Orte im Tal des Rio Iratim genügend Einwohner für die Gründung von Munizipien aufwiesen.

## Geografie

### Lage
Das Einzugsgebiet des Rio Iratim befindet sich auf dem Terceiro Planalto Paranaense (Dritte oder Guarapuava-Hochebene von Paraná).

### Verlauf
Sein Quellgebiet liegt im Munizip General Carneiro auf 1.191 m Meereshöhe etwa 5 km westlich der Ortschaft Bela Vista in der Nähe der BR-153.
Der Fluss verläuft in nordwestlicher Richtung. Er fließt im Munizip Coronel Domingos Soares von links in den Rio Iguaçu. Er mündet auf 607 m Höhe. Die Entfernung zwischen Ursprung und Mündung beträgt 72 km.
Er ist etwa 173 km lang und entwässert ein Einzugsgebiet von 1.794 km² im Gebiet südlich des Rio Iguaçu.

### Munizipien im Einzugsgebiet
Die Liste der Munizipien umfasst nach dem Quellort General Carneiro noch
- rechts: Bituruna
- links: Palmas, Coronel Domingos Soares[6]

### Zuflüsse
Der wichtigste seiner Nebenflüsse ist der Rio da Estrela, der etwa 21 km oberhalb der Mündung in den Rio Iguaçu von links mündet. Weitere Zuflüsse sind
- rechts: Arroio Campina do Meio, Arroio Chico André, Arroio Escada, Lajeado Grande, Rio dos Patos
- links:  Ribeirão do Agudo, Arroio da Divisa, Lajeado da Goiabeira, Ribeirão Passo da Ilha, Côrrego do Pouso Feio, Rio São Lourenço, Arroio do Tigre.[7]

## Wirtschaft

### Bodennutzung
Das Einzugsgebiet des Rio Iratim ist landwirtschaftlich geprägt. Es dünn besiedelt, die vier Munizipien weisen im Durchschnitt 20 Einwohner pro Quadratkilometer auf.
Der Schwerpunkt der Wirtschaft liegt auf der Gewinnung von Holz. Hinzu kommen Landwirtschaft (Mais, Bohnen und Sojabohnen) und Viehzucht (Rinderzucht und Milchproduktion).

### Wasserkraftwerke
Der Rio Iratim bietet das Potential für die Errichtung von 6 kleineren Wasserkraftwerken (PCH = Pequena Central Hidrelétrica), die in Summe eine Leistung von 96 MW erbringen können. Diese sind zum Teil noch in der Planung oder erst im Bau (Stand: November 2022).
| PCH                | Flusskilometer ab Mündung | Leistung (MW) | aufgestaute Fläche (km²) | Flutung    |
| ------------------ | ------------------------- | ------------- | ------------------------ | ---------- |
| Foz do Estrela     | 21                        | 29,5          | 1,81                     | April 2022 |
| Engenho Velho      | 32                        | 10,1          | 2,08                     |            |
| Catanduva          | 47                        | 17,6          | 0,70                     |            |
| Vista Alegre       | 57                        | 12,7          | 1,57                     |            |
| Paiol Grande       | 86                        | 12,0          | 0,51                     |            |
| Faxinal dos Santos | 102                       | 14,4          | 4,72                     |            |
| Gesamt             |                           | 96,3          | 11,39                    |            |